# Gangarides corticis
Gangarides corticis är en fjärilsart som beskrevs av Van Eecke 1929. Gangarides corticis ingår i släktet Gangarides och familjen tandspinnare. Inga underarter finns listade i Catalogue of Life.